# Stuart Moffat
John Stuart David Moffat (Edimburgo, 18 agosto 1977) è un ex rugbista a 15 britannico, in carriera attivo nel ruolo di estremo e 4 volte internazionale per la Scozia.

## Biografia
Stuart nasce a Edimburgo; gioca a livello scolastico per l'Edinburgh Academical Football Club e successivamente per l'Università di Cambridge, facendo due apparizioni contro Oxford nel Varsity Match.
Dal 1999 al 2008 disputa 5 match con la maglia del club ad inviti dei Barbarians, di cui alcuni internazionali, contro: East Midlands, Tunisia, Spagna ed Edinburgh Academicals.
Durante la carriera professionistica gioca per i Glasgow Warriors dal 2002 al 2004, ricevendo proprio nel medesimo periodo la prima convocazione in Nazionale: il 9 novembre del 2002 fa il suo esordio internazionale nel test match vinto contro la Romania. Disputa altri due incontri per la Scozia nel 2002 e, nel 2004, gioca la sua ultima partita internazionale contro l'Australia nel match valido per la Hopetoun Cup, perso 14-31.
Dal 2004 al 2006 gioca nella franchigia scozzese dei Border Reivers, prima di passare al Castres nel Top14 francese, salvo ritornare ai Borders nella seconda parte di stagione. Nell'estate 2007 la franchigia viene sciolta e Moffat si trasferisce in Italia, ingaggiato dal Viadana, con il quale disputa la sua ultima stagione di rugby professionistico e vince la Supercoppa italiana.